# Deal Breaker
Deal Breaker é um romance policial lançado por Harlan Coben em 1995 e que marca a estreia da série Myron Bolitar.